# Warren William
Warren William, nato Warren William Krech (Aitkin, 2 dicembre 1894 – Hollywood, 24 settembre 1948), è stato un attore statunitense.

## Biografia
Figlio di un tipografo, Warren William Krech nacque in Minnesota ed il suo sogno era quello di fare il giornalista, ma cambiò idea e frequentò la American Academy of Dramatic Arts. Allo scoppio della prima guerra mondiale, venne mandato a combattere in Francia e lì restò anche dopo l'armistizio, lavorando con una compagnia teatrale itinerante.
Tornato in patria, durante gli anni venti lavorò a Broadway e sporadicamente anche nel cinema, ancora nell'epoca del muto, spesso nel ruolo del lascivo seduttore di giovani fanciulle, quando ancora il Codice Hays non era stato istituito. Dotato di una bella voce profonda, passò con facilità al sonoro e nel 1931 esordì nel suo primo film sonoro, L'artiglio rosa, tratto da un romanzo di Honoré de Balzac. 
Nel 1933 lavorò nel musical La danza delle luci, mentre l'anno successivo girò la commedia Signora per un giorno (1934), in cui interpretò un gangster di buon cuore, e Cleopatra (1934). Nel 1936 apparve nel film Go West Young Man, nel ruolo di un cinico agente teatrale, mentre nel 1939 interpretò D'Artagnan in La maschera di ferro, e nel 1941 recitò nell'horror L'uomo lupo di George Waggner. 
Spesso interprete sugli schermi del ruolo dell'uomo signorile ma cinico, senza cuore e privo di scrupoli, ebbe al contrario un'esistenza lontana dai pettegolezzi: sposatosi nel 1923 con Helen Barbara Nelson, lo rimase fino alla morte. All'inizio degli anni quaranta iniziò a diradare le proprie apparizioni sulle scene e, colpito da un mieloma alle ossa, morì nel 1948.
Al 1551 di Vine Street gli è stata dedicata una stella sulla Hollywood Walk of Fame.

## Filmografia
- L'artiglio rosa (Honor the Family), regia di Lloyd Bacon (1931)
- Beauty and the Boss, regia di Roy Del Ruth (1932)
- L'avventuriera di Montecarlo (The Woman from Monte Carlo), regia di Michael Curtiz (1932)
- Il re dei fiammiferi (The Match King), regia di Howard Bretherton (1932)
- The Dark Horse, regia di Alfred E. Green (1932)
- Goodbye Again, regia di Michael Curtiz (1933)
- La sposa nell'ombra (The Secret Bride), regia di William Dieterle (1933)
- La danza delle luci (Gold Diggers of 1933), regia di Mervyn LeRoy (1933)
- Signora per un giorno (Lady for a Day), regia di Frank Capra (1934)
- Guerra bianca (Employees Entrance), regia di Roy Del Ruth (1934)
- Cleopatra, regia di Cecil B. De Mille (1934)
- Il mercante di illusioni (Upper World), regia di Roy Del Ruth (1934)
- Il lupo scomparso (The Case of Howling Dog), regia di Alan Crosland (1934)
- Lo specchio della vita (Imitation of Life), regia di John M. Stahl (1934)
- L'uomo ucciso due volte (The Case of Velvet Claws), regia di William Clemens (1936)
- Go West Young Man, regia di Henry Hathaway (1936)
- La lucciola (The Firefly), regia di Robert Z. Leonard (1937)
- L'inesorabile (Wives under Suspicion), regia di James Whale (1938)
- Dopo Arsenio Lupin (Arsène Lupin Returns), regia di George Fitzmaurice (1938)
- La maschera di ferro (The Man in the Iron Mashk), regia di James Whale (1939)
- La preda (The Lone Wolf Spy Hunt), regia di Peter Godfrey (1939)
- Moglie di giorno (Day-Time Wife), regia di Gregory Ratoff (1939)
- Arizona, regia di Wesley Ruggles (1940)
- L'uomo lupo (The Wolf Man), regia di George Waggner (1941)
- Il romanzo di Lillian Russell (Lillian Russell), regia di Irving Cummings (1941)
- Il richiamo del nord (Wild Geese Calling), regia di John Brahm (1941)
- Passaporto per Suez (Passport to Suez), regia di André De Toth (1943)
- Sangue nel sogno (Strange Illusion), regia di Edgar G. Ulmer (1945)
- Il disonesto (The Private Affairs of Bel Ami), regia di Albert Lewin (1947)

## Doppiatori italiani
- Emilio Cigoli in Cleopatra (entrambi i doppiaggi)[2]
- Gualtiero De Angelis in La maschera di ferro
- Giorgio Capecchi in Arizona
- Francesco Sormano in L'uomo lupo
- Claudio Capone in Signora per un giorno (ridoppiaggio)[3]